# Christian von Boetticher

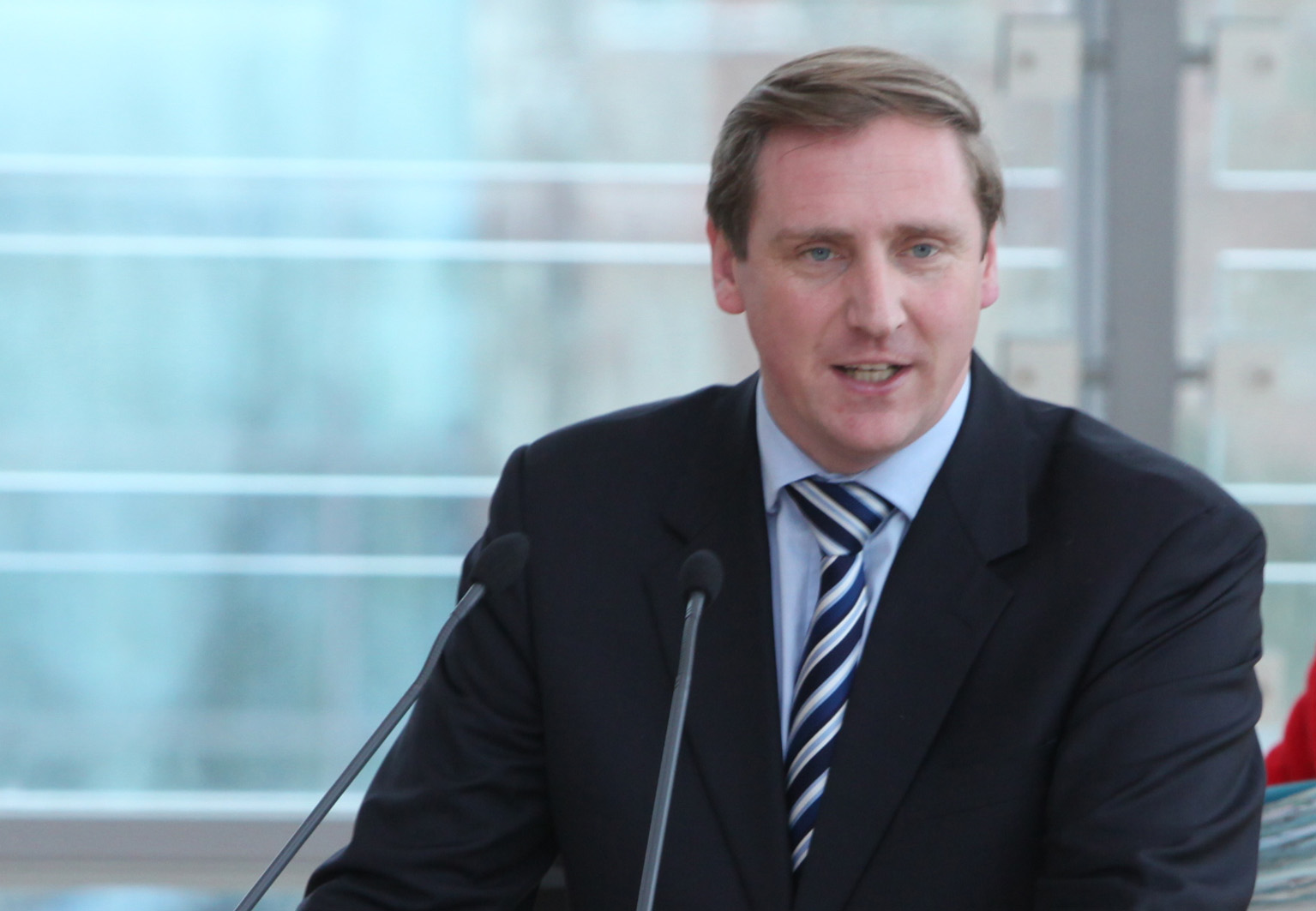
Christian von Boetticher (2010)

Christian von Boetticher (* 24. Dezember 1970 in Hannover) ist ein deutscher Manager, Verbandsfunktionär und Politiker der CDU.
Von Boetticher war in den Jahren 1999 bis 2004 Abgeordneter des Europäischen Parlaments, von 2005 bis 2009 Minister für Landwirtschaft, Umwelt und Ländliche Räume in Schleswig-Holstein, ab Juli 2009 auch Minister für Soziales, Gesundheit, Familie und Senioren und stellvertretender Ministerpräsident, von 2009 bis 2011 Fraktionsvorsitzender der CDU-Landtagsfraktion und von 2010 bis 2011 auch Parteivorsitzender der CDU Schleswig-Holstein und Spitzenkandidat für die Landtagswahl 2012. 2011 trat er von diesen politischen Ämtern als Folge einer veröffentlichten früheren Beziehung zu einer 16-jährigen Schülerin zurück.
Von September 2015 bis Juli 2022 war er Geschäftsführer des Lebensmittelherstellers Peter Kölln (Köllnflocken), ist seit 2020 Vorsitzender der Bundesvereinigung der deutschen Ernährungsindustrie und Vorsitzender des Förderkreises des Deutschen Feuerwehrverbandes. Von 2015 bis 2021 war er Bundesvorsitzender der Deutsch-Baltischen Gesellschaft.

## Biografie

### Familie
Von Boetticher stammt aus der kurländischen Linie der Familie Boetticher. Er wurde als Kleinkind innerhalb der Familie adoptiert. Sein Vater Walter von Boetticher (* 1931) ist ein Enkel des Arztes und Privatgelehrten Walter von Boetticher (1853–1945), Urenkel des Kunsthistorikers Friedrich von Boetticher (1826–1902) und über seine Großmutter Ururenkel des Hamburger Politikers Johann Friedrich Anton Wüppermann (1790–1879). Seine Mutter Heinke von Boetticher, geb. Wenzel (1936–2019) ist die Tochter des Westerländer Amtsgerichtsdirektors Kurt Wenzel (1903–1967) und seiner Frau Inge Wenzel, geb. Mensinga (1907–1999), sowie Urenkelin des Flensburger Arztes und Wegbereiters der Geburtenkontrolle Wilhelm Mensinga (1836–1910).
Christian von Boetticher heiratete 2020 standesamtlich und 2022 kirchlich die Deutsch-Griechin Sarah Bairaktaris und hat mit ihr Zwillingssöhne. Die kirchliche Trauung in der Hamburger Hauptkirche Sankt Michaelis vollzog der evangelisch-lutherische Pastor im Ruhestand Jens Motschmann.

### Ausbildung und Beruf
Von Boetticher wuchs in Unterglinde im Kreis Pinneberg auf und besuchte das Theodor Heuss-Gymnasium in Pinneberg. Nach dem Abitur im Jahr 1990 absolvierte er zwei Jahre lang bei der Luftwaffe eine Ausbildung zum Reserveoffizier beim Objektschutzregiment der Luftwaffe. Er ist Oberleutnant der Reserve. Ab 1992 studierte er Rechtswissenschaft an der Christian-Albrechts-Universität zu Kiel und der Universität Hamburg. Während seiner Studienzeit in Kiel trat er der Landsmannschaft Slesvico-Holsatia/Cheruscia zu Kiel im Coburger Convent bei. 1997 bestand er das Referendarexamen mit dem Schwerpunkt Europa- und Völkerrecht, sowie 2001 die Assessorprüfung. Im selben Jahr wurde er in Hamburg bei Ulrich Karpen mit der Arbeit Parlamentsverwaltung und parlamentarische Kontrolle zum Dr. iur. promoviert. 2002 wurde er als Rechtsanwalt zugelassen und arbeitete bis 2005 als Partner in einer Pinneberger Kanzlei. In den Jahren 2005 bis 2012 ruhte seine Zulassung. Von 2012 bis 2015 war er erneut anwaltlich tätig, diesmal in einer Hamburger Wirtschaftskanzlei.

### Politische Karriere in der CDU 1992 bis 1999
Boetticher trat 1987 in die Junge Union ein und wurde 1988 Mitglied der CDU. Von 1992 bis 1996 war er Mitglied im CDU-Ortsvorstand in Appen, zuletzt als stellvertretender Vorsitzender. 1993 wurde er erstmals als Beisitzer in den CDU-Kreisvorstand Pinneberg gewählt und erhielt nach den Kommunalwahlen in Schleswig-Holstein 1994 ein Mandat im Pinneberger Kreistag. Hier wirkte er im Jugend-, Sport- und Kulturausschuss und als Aufsichtsrat der Wirtschaftsförderungs- und Entwicklungsgesellschaft des Kreises Pinneberg mbH. 1995 wurde er zum stellvertretenden Kreisvorsitzenden der CDU-Pinneberg gewählt und verblieb in diesem Amt bis 1999. Bei den Kommunalwahlen 1998 errang Boetticher erneut ein Kreistagsmandat und fungierte nunmehr als stellvertretender Fraktionsvorsitzender und Mitglied im Haupt- und Finanzausschuss. Zeitgleich wurde er auch Gemeindevertreter der Gemeinde Appen.

### Abgeordneter im Europaparlament (1999 bis 2004)
Bei der Europawahl 1999 erreichte die CDU in Schleswig-Holstein überraschend 50,5 % der Stimmen, so dass neben dem Spitzenkandidaten Reimer Böge auch von Boetticher als Listenkandidat auf Platz 2 in das Europäische Parlament einzog.
In Brüssel und Straßburg war Boetticher Mitglied im Ausschuss für Freiheiten und Rechte der Bürger, Justiz und innere Angelegenheiten sowie im Petitionsausschuss. Er gehörte der Delegation zu Japan und dem gemischt-parlamentarischen Ausschuss EU/Lettland an, der den Beitritt des Landes 2004 in die EU vorbereitete. 2000/2001 fungierte er als Obmann der EVP/ED-Fraktion im Ad-hoc-Ausschuss Echelon, der amerikanische Geheimdiensttätigkeiten gegen europäische Unternehmen und Bürger untersuchte. Boetticher wirkte unter anderem als Berichterstatter des Parlaments zur Fortentwicklung des Schengener Informationssystems, zum Ausbau von Europol und zur Errichtung einer Agentur für die Operative Zusammenarbeit an den Außengrenzen (Frontex).
Von 2003 bis 2005 war er Vorsitzender des CDU-Kreisverbandes Pinneberg. Die Wiederwahl ins Europäische Parlament hatte er bei der Europawahl 2004 knapp verpasst.

### Minister in Schleswig-Holstein (2005 bis 2009)
Im August 2004 wurde von Boetticher vom CDU-Spitzenkandidaten für die Landtagswahl in Schleswig-Holstein 2005 Peter Harry Carstensen ins Schattenkabinett berufen und dort zuständig für Landwirtschaft und Umwelt. Nach dem gescheiterten Versuch von Heide Simonis (SPD), sich erneut zur Ministerpräsidentin wählen zu lassen, kam es am 27. April 2005 zur Bildung einer Großen Koalition. Boetticher gehörte dem Kabinett von Ministerpräsident Carstensen als Minister für Landwirtschaft, Umwelt und ländliche Räume des Landes Schleswig-Holstein an.
Unter seiner Leitung wurde die Landwirtschafts- und Umweltverwaltung neu gegliedert. Aus den 41 Förstereien entstanden 2008 die Schleswig-Holsteinische Landesforsten als Anstalt des öffentlichen Rechts. Aus den dezentralen Ämtern für Ländliche Räumen, den Umweltämtern und dem Nationalparkamt wurden ebenfalls 2008 der Landesbetrieb für Küstenschutz, Nationalpark und Meeresschutz Schleswig-Holstein und 2009 das Landesamt für Landwirtschaft, Umwelt und ländliche Räume geschaffen. 2009 gelang es von Boetticher, zusammen mit dem Umweltminister von Niedersachsen, Hans-Heinrich Sander, die Deklaration des Wattenmeer der Nordsee zum UNESCO-Welterbe zu erreichen. Umstritten waren u. a. die von ihm vorgenommenen Änderungen der Jagdzeitenverordnung, die Änderung des Landesnaturschutzgesetzes und die Ausweisung von Vogelschutzgebieten, u. a. auf Eiderstedt.
Nachdem von Boetticher im Jahr 2005 den CDU-Kreisvorsitz an Ole Schröder abgegeben hatte, wurde er 2006 auf dem Bundesparteitag der CDU in den Vorstand der Europäischen Volkspartei (EVP) gewählt. Von 2008 bis 2010 war er stellvertretender Vorsitzender des Bundesfachausschusses Ernährung und Landwirtschaft der CDU Deutschland unter Peter Bleser. und Beisitzer in den Landesvorstand der CDU Schleswig-Holstein.
Nach dem Bruch der Großen Koalition im Juli 2009 wurden alle SPD-Minister zum Ablauf des 21. Juli 2009 von Ministerpräsident Carstensen aus ihren Ämtern in der Landesregierung entlassen. Die Leitung der betroffenen Ministerien wurde unter den verbliebenen Kabinettsmitgliedern aufgeteilt; von Boetticher wurde dabei als Nachfolger von Gitta Trauernicht die Zuständigkeit für das Ministerium für Soziales, Gesundheit, Familie und Senioren übertragen. Am 23. Juli 2009 wurde er als Nachfolger von Ute Erdsiek-Rave zum stellvertretenden Ministerpräsidenten von Schleswig-Holstein berufen.

### Fraktions- und Parteivorsitzender, Spitzenkandidat (2009 bis 2011)
Bei der Landtagswahl in Schleswig-Holstein 2009 gewann er für die CDU erstmals nach 26 Jahren das Direktmandat im Wahlkreis 28 (Pinneberg, Halstenbek, Schenefeld).
Die CDU-Fraktion wählte ihn am 29. September 2009 mit 28 von 34 Stimmen zum Fraktionsvorsitzenden als Nachfolger von Johann Wadephul, der in den Deutschen Bundestag wechselte. Er fungierte auch als medienpolitischer Sprecher der CDU-Landtagsfraktion und leitete als solcher ab 2010 die AG Medien der Fraktionsvorsitzenden-Konferenz von CDU/CSU in den Ländern.
Ebenfalls 2010 wurde von Boetticher zum ersten Mal in den Landesvorstand des Wirtschaftsrates der CDU berufen.
Am 18. September 2010 wurde er auf dem 63. Landesparteitag der CDU Schleswig-Holstein als Nachfolger von Peter Harry Carstensen zum Landesvorsitzenden gewählt. Nachdem der amtierende Ministerpräsident Carstensen auf eine weitere Kandidatur verzichtet hatte, wurde von Boetticher am 6. Mai 2011 auf dem Parteitag in Norderstedt mit 209 von 240 Stimmen zum Spitzenkandidaten der CDU für die Landtagswahl in Schleswig-Holstein 2012 gewählt.
Von März 2011 bis zu seinem Rücktritt am 14. August 2011 war von Boetticher Vorsitzender des Medienpolitischen Expertenkreises der CDU Deutschlands.

### Rücktritt 2011 und Ausscheiden aus dem Parlament 2012
Anfang August 2011 wurde eine frühere, 2010 beendete Beziehung von Boettichers zu einer 16-jährigen Schülerin bekannt. Nach Kritik aus der eigenen Partei trat er am 14. August 2011 als Spitzenkandidat der CDU für die Landtagswahl und als Landesvorsitzender zurück und gab am Folgetag auch den Fraktionsvorsitz auf.
Die persönlichen und parteipolitischen Hintergründe, die zum Rücktritt führten, wurden umfangreich in dem Dossier Christian von Boetticher: Feind, Todfeind, Parteifreund aufgearbeitet, das die Journalisten Ulf B. Christen, Volker ter Haseborg, Karsten Kammholz und Lars-Marten Nagel am 29. Dezember 2011 im Hamburger Abendblatt veröffentlichten. Die Autoren wurden dafür im Februar 2013 mit dem Medienpreis des Deutschen Bundestages 2012 ausgezeichnet.
Der scheidende Ministerpräsident Carstensen erfuhr nach eigenen Angaben am 13. Juli 2011 von Gerüchten über eine frühere Beziehung seines nominierten Nachfolgers mit einer Minderjährigen, die von Boetticher ihm gegenüber am 28. Juli 2011 bestätigt habe. Am 20. August 2011 wurde über Kontakte der jungen Frau zu weiteren Mitgliedern der schleswig-holsteinischen CDU berichtet. Diese habe sich am 8. Juli 2011 mit einem Mann aus dem Umfeld des Landesgeschäftsführers Daniel Günther getroffen, der als parteiinterner Gegner von Boettichers galt. Die Kontaktaufnahme soll über einen Alias-Namen ebenfalls auf Facebook stattgefunden haben.
Am 15. August 2011, einen Tag nach seinem Rücktritt als Vorsitzender der CDU Schleswig-Holstein, trat er auch vom Fraktionsvorsitz zurück, beklagte jedoch ein „großes Maß an Illoyalität“, weil seine Partei seinen Rücktritt vom CDU-Fraktionsvorsitz öffentlich verkündet habe, bevor er sich dazu entschieden hätte. Sein Mandat als Landtagsabgeordneter behielt er bis zum Ende der Wahlperiode am 5. Juni 2012 und sicherte so die Ein-Stimmen-Mehrheit der CDU/FDP-Regierung und fungierte ab Oktober 2011 als stellvertretender Vorsitzender des Europaausschusses.
Auf dem Parteitag des CDU-Kreisverbandes Pinneberg gab er am 17. September 2011 bekannt, nicht wieder für den Landtag Schleswig-Holstein kandidieren und in der Wirtschaft arbeiten zu wollen. Die Mitglieder wählten ihn anschließend erneut zum stellvertretenden CDU-Kreisvorsitzenden.

### Industriemanager (ab 2015)
Von Boetticher wurde am 16. September 2015 zum Geschäftsführer des Elmshorner Lebensmittelherstellers Peter Kölln berufen und ersetzte damit in der Geschäftsleitung den schwer erkrankten Hans Heinrich Driftmann, um einen Generationenübergang in der Inhaberfamilie zu ermöglichen. In dieser Funktion trat er bundesweit als Redner zu den Themen Nachhaltigkeit, Digitalisierung und Change Management in mittelständischen Familienunternehmen in Erscheinung. Zum 1. August 2022 schied er als Geschäftsführer bei Peter Kölln aus, um Platz für einen Nachfolger zu machen, da er die ihm gesteckten hausinternen Ziele der Marktführerschaft und der Klimaneutralität am Standort nach Auskunft der Hauptaktionärin eher als erwartet erreicht hatte.
Boetticher engagiert sich in verschiedenen Wirtschaftsverbänden. Bereits seit 2010 gehört Boetticher dem Landesvorstand Schleswig-Holstein des Wirtschaftsrates der CDU an; auf der Mitgliederversammlung im November 2016 wurde er zu dessen Vorsitzenden gewählt. Ab 30. März 2017 war von Boetticher Stellvertretender Vorsitzender der Bundesvereinigung der Deutschen Ernährungsindustrie. Am 1. Juli 2020 wurde er als Nachfolger von Wolfgang Ingold (Wiltmann, Westfälische Fleischwarenwerke) einstimmig zum Vorsitzenden gewählt. In dieser Funktion ist er auch Mitglied im Kuratorium des Lebensmittelverbands Deutschland. Am 8. Juli 2020 berief ihn die Bundesregierung als Mitglied in die 32-köpfige Zukunftskommission Landwirtschaft, die innerhalb eines Jahres praxistaugliche Empfehlungen für eine produktive und ressourcenschonende Landwirtschaft in Deutschland erarbeitet hat. Von 2019 bis zu seinem Ausscheiden bei Peter Kölln 2022 war er Mitglied der Vollversammlung der IHK Kiel. Am 29. März 2023 wurde er von der Vollversammlung der Bundesvereinigung der Deutschen Ernährungsindustrie im Amt des Vorstandsvorsitzenden für weitere 3 Jahre bestätigt.

### Versuch des politischen Comebacks (ab 2023)
Auf dem Landesparteitag der schleswig-holsteinischen CDU am 5. Oktober 2023 trat von Boetticher in einer Kampfkandidatur um den Spitzenplatz zur Europawahl 2024 gegen den bisherigen EU-Abgeordneten Niclas Herbst an. Er unterlag – nach einer persönlichen Empfehlung Günthers für seinen Mitbewerber – mit 37,3 % (85 zu 145 Stimmen). Von Boetticher verzichtete anschließend auf den Listenplatz 3, für den ihn der Landesvorstand vorgeschlagen hatte, und begnügte sich mit Platz 7. Der Deutschen Presse-Agentur (DPA) hatte Günther zuvor gesagt, dass von Boetticher und ihn „seit Jahren eine gute Zusammenarbeit auszeichne“ und er ihm einen Wiedereinstieg in die Bundespolitik wünsche. Am 18. Juli 2024 erklärte von Boetticher gegenüber der DPA, sich um die CDU-Kandidatur im Bundestagswahlkreis Pinneberg für die Bundestagswahl 2025 bewerben zu wollen. Auf der Wahlkreismitgliederversammlung der CDU am 12. Oktober 2024 kandidierte von Boetticher dann als einer von fünf Kandidaten, musste sich jedoch bereits im ersten Wahlgang Daniel Kölbl geschlagen geben.

### Ehrenamtliches Engagement

#### Deutschbaltisches Engagement
Nach seinem Ausscheiden aus der Berufspolitik widmete er sich insbesondere der deutschbaltischen Arbeit und dem Austausch mit Estland und Lettland.
Bereits als 22-Jähriger war von Boetticher dem Deutschbaltischen Jugend- und Studentenring beigetreten und begleitete zwischen 1999 und 2004 als Abgeordneter im Europäischen Parlament im zuständigen gemischt-parlamentarischen Ausschuss „EU/Lettland“ intensiv die Beitrittsverhandlungen des Landes zur Europäischen Union. Als Minister für Landwirtschaft, Umwelt und ländliche Räume in Schleswig-Holstein schloss er in den Jahren 2006 und 2007 mit Estland, Lettland und Litauen Kooperationsverträge zum Verwaltungs- und Jugendaustausch ab.
Von 2012 bis 2021 war er Mitglied im Vorstand der Carl-Schirren-Gesellschaft, seit 2013 stellvertretender Vorsitzender der Deutschbaltischen Kulturstiftung in Lüneburg, die zusammen als Deutschbaltisches Kulturwerk fungieren und seit 2016 auch stellvertretender Vorsitzender der Carl-Schirren-Gesellschaft. Am 31. Oktober 2015 wurde er als Nachfolger von Frank von Auer zum Bundesvorsitzenden der Deutsch-Baltischen Gesellschaft in Darmstadt gewählt, der Vereinigung der 1939 zunächst umgesiedelten und dann zum Kriegsende vertriebenen Deutschbalten aus Estland und Lettland, der als Dachverband von acht Landesverbänden und sechs Gesellschaften und Stiftungen fungiert. 2021 gab er den Vorsitz an Andreas Hansen ab.

#### Weiteres Ehrenamt
Im Dezember 2016 später wählte ihn der CDU-Kreisverband Pinneberg mit 95,2 % der Stimmen als Nachfolger von Ole Schröder erneut zum Kreisvorsitzenden, nachdem er dieses Amt bereits zuvor bis 2005 innegehabt hatte. Auf dem Bundesparteitag der CDU in Essen wurde er im Dezember 2016 für weitere zwei Jahre als Vorstandsmitglied der Europäischen Volkspartei bestätigt, zuletzt erneut auf dem 36. Parteitag in Berlin im Mai 2024.
Auf dem Kreisparteitag der CDU Pinneberg am 29. Juni 2024 trat er nach 30 Jahren Mitgliedschaft im Vorstand des Kreisverbandes und nach 8 Jahren als Kreisvorsitzender nicht erneut an. Sein Nachfolger wurden der Landtagsabgeordnete Martin Balasus.
Bereits am 4. April 2019 wurde von Boetticher in Berlin zum Vorsitzenden des Förderkreises des Deutschen Feuerwehrverbandes gewählt und trat damit die Nachfolge von Albert Jugel an, der das Amt nach 15 Jahren zur Verfügung gestellt hatte. Am 4. März 2023 wurde er für diese Tätigkeit mit dem Deutschen Feuerwehr-Ehrenkreuz in Silber ausgezeichnet.
Im Übrigen ist Boetticher aktuell tätig als
- Rechtsritter des Johanniterordens, Schleswig-Holsteinische Genossenschaft (seit 2019, Ehrenritter seit 2002)[58]; derzeit leitet er die Subkommende „Grafschaft Rantzau“ der Schleswig-Holsteinischen Genossenschaft und ist Mitglied im Konvent[59];
- Landesvorsitzender der Paneuropa-Union Schleswig-Holstein/Hamburg[60]
- stellvertretender Vorsitzender des Stiftungsrates der Bürgerstiftung der Volksbank Pinneberg-Elmshorn (seit 2009)[61]
- Mitglied im Kuratorium der Northern Business School für Management und Sicherheit in Hamburg[62];
- Mitglied im Kuratorium des Instituts für Internationale Politik und Wirtschaft „Haus Rissen Hamburg“[63];
- Mitglied im Wirtschaftsbeirat der Focam AG[64];
- Mitglied im Wirtschaftsbeirat der Flughafen Hamburg GmbH[65]
- Vorstandsmitglied des Vereins zur Förderung der Politischen Nachwuchsbildung in Schleswig-Holstein e. V.[66]